# Empoasca kaicola
Empoasca kaicola är en insektsart som beskrevs av Irena Dworakowska 1982. Empoasca kaicola ingår i släktet Empoasca och familjen dvärgstritar. Inga underarter finns listade i Catalogue of Life.